# أولكسندر أوسيك
أوليكساندر أوليكساندروفيتش أوسيك (pronounced ‎[olekˈsɑndr ˈusɪk]‏؛ مواليد 17 يناير 1987) هو ملاكم محترف أوكراني. حصل على بطولة بلا منازع في فئتين للوزن، وزن الكروزر والوزن الثقيل، وسيطر كبطل العالم بلا منازع للوزن الثقيل من مايو إلى يونيو 2024. كما حصل على لقب المنظمة الدولية للملاكمة منذ عام 2021، ولقب مجلة رينج منذ عام 2022.

## نشأته
وُلِد أوسيك في سيمفروبول، منطقة القرم، جمهورية أوكرانيا الاشتراكية السوفيتية، الاتحاد السوفيتي في 17 يناير 1987، لوالدين من أصل شمال أوكرانيا. وُلدت والدته في منطقة تشرنيغوف (في قرية ريبوتين، مقاطعة كوروب)، بينما كان والده من مواليد سومي. عملت والدته في البناء وانتقلت إلى سيمفروبول للدراسة. كان والده رجلاً عسكريًا مر بأفغانستان، وعمل حارس أمن في شبه جزيرة القرم، والتقى الاثنان هناك.
هو المولود الأول لعائلته ولديه شقيقان. حتى سن 15 عامًا، لعب كرة القدم وتدرب في مدرسة إس سي تافريا سيمفروبول الرياضية المتخصصة التابعة للاحتياطي الأولمبي (أكاديمية كرة القدم التابعة للنادي). في عام 2002، تحول أوسيك إلى الملاكمة. وهو خريج جامعة لفيف للثقافة البدنية.

## مسيرته الاحترافية

### بدايته
تحول أوسيك إلى محترف في أواخر عام 2013 في سن 26 ووقع عقدًا ترويجيًا مع الأخوين كليتشكو كي2 العروض الترويجية، للقتال في فئة الوزن الثقيل.

## حياته الشخصية
أوسيك متزوج ولديه أربعة أطفال. وهم يعيشون في كييف، أوكرانيا.

## سجل الملاكمة الاحترافية
| 23 نزال      | 23 فوز | 0 خسارة |
| ------------ | ------ | ------- |
| ضربة القاضية | 14     | 0       |
| قرار القضاة  | 9      | 0       |

| #  | النتيجة | السجل | الخصم             | النوع           | الجولة، الوقت | التاريخ        | الموقع                                                        | الملاحظات |
| -- | ------- | ----- | ----------------- | --------------- | ------------- | -------------- | ------------------------------------------------------------- | --- |
| 23 | فاز     | 23–0  | تايسون فيوري      | قرار بالإجماع   | 12            | 21 ديسمبر 2024 | المملكة أرينا، الرياض، السعودية                               | احتفظ بألقاب دبليو بي إيه (سوبر)، دبليو بي سي، دبليو بي أو، وآي بي أو وذا رينج للوزن الثقيل                                                                                     |
| 22 | فاز     | 22–0  | تايسون فيوري      | قرار منقسم      | 12            | 18 مايو 2024   | المملكة أرينا، الرياض، السعودية                               | احتفظ بألقاب دبليو بي إيه (سوبر)، آي بي إف، دبليو بي أو، آي بي أو وذا رينج للوزن الثقيل؛ فاز بلقب دبليو بي سي للوزن الثقيل                                                      |
| 21 | فاز     | 21–0  | دانيال دوبويس     | ضربة قاضية      | 9 (12)، 1:48  | 26 أغسطس 2023  | ملعب مييسكي، فروتسواف، بولندا                                 | احتفظ بألقاب دبليو بي إيه (سوبر)، آي بي إف، دبليو بي أو، آي بي أو وذا رينج للوزن الثقيل                                                                                         |
| 20 | فاز     | 20–0  | أنتوني جوشوا      | قرار منقسم      | 12            | 20 أغسطس 2022  | مدينة الملك عبد الله الرياضية، جدة، السعودية                  | احتفظ بألقاب دبليو بي إيه (سوبر)، آي بي أو، آي بي إف، وآي بي أو للوزن الثقيل؛ فاز بلقب ذا رينج لوزن الثقيل الشاغر                                                               |
| 19 | فاز     | 19–0  | أنتوني جوشوا      | قرار بالإجماع   | 12            | 25 سبتمبر 2021 | ملعب توتنهام هوتسبير، لندن، إنجلترا                           | احتفظ بألقاب دبليو بي إيه (سوبر)، آي بي إف، دبليو بي أو، وآي بي أو للوزن الثقيل                                                                                                 |
| 18 | فاز     | 18–0  | ديريك تشيسورا     | قرار بالإجماع   | 12            | 31 أكتوبر 2020 | ويمبلي أرينا، لندن، إنجلترا                                   | فاز بلقب دبليو بي أو للوزن الثقيل بين القارات |
| 17 | فاز     | 17–0  | تشاز ويذرسبون     | انحساب الزاوية  | 7 (12)، 3:00  | 12 أكتوبر 2019 | ساحة وينترست، شيكاغو، إلينوي، الولايات المتحدة                | |
| 16 | فاز     | 16–0  | توني بيلو         | ضربة قاضية      | 8 (12)، 2:00  | 10 نوفمبر 2018 | مانشستر أرينا، مانشستر، إنجلترا                               | احتفظ بألقاب دبليو بي إيه (سوبر)، آي بي إف، دبليو بي أو، وذا رينج لوزن الكروزر                                                                                                  |
| 15 | فاز     | 15–0  | مُراد غاسييف       | قرار بالإجماع   | 12            | 21 يوليو 2018  | الملعب الأولمبي، موسكو، روسيا                                 | احتفظ بألقاب دبليو بي سي، ودبليو بي أو لوزن الكروزر؛ فاز بألقاب دبليو بي إيه (سوبر)، وآي بي إف، وذا رينج لوزن الكروزر الشاغر؛ بطولة السوبر العالمية للملاكمة: نهائي وزن الكروزر |
| 14 | فاز     | 14–0  | مايرس برديس       | قرار الأغلبية   | 12            | 27 يناير 2018  | ريغا أرينا، ريغا، لاتفيا                                      | احتفظ بلقب دبليو بي أو لوزن الكروزر؛ فاز بلقب دبليو بي سي لوزن الكروزر؛ بطولة السوبر العالمية للملاكمة: نصف نهائي وزن الكروزر                                                   |
| 13 | فاز     | 13–0  | ماركو هوك         | ضربة فنية قاضية | 10 (12)، 2:12 | 9 سبتمبر 2017  | ماكس شميلينج هالي، برلين، ألمانيا                             | احتفظ بلقب دبليو بي أو لوزن الكروزر؛ بطولة السوبر العالمية للملاكمة: ربع نهائي وزن الكروزر                                                                                      |
| 12 | فاز     | 12–0  | مايكل هانتر       | قرار بالإجماع   | 12            | 8 أبريل 2017   | ميناء إم جي إم الوطني، أوكسون هيل، ماريلاند، الولايات المتحدة | احتفظ بلقب دبليو بي أو لوزن الكروزر |
| 11 | فاز     | 11–0  | ثابيسو متشونو     | ضربة فنية قاضية | 9 (12)، 1:53  | 17 ديسمبر 2016 | منتدى كيا، إنغليووود، كاليفورنيا، الولايات المتحدة            | احتفظ بلقب دبليو بي أو لوزن الكروزر |
| 10 | فاز     | 10–0  | كريستوف جلواكي    | قرار بالإجماع   | 12            | 17 سبتمبر 2016 | إرجو أرينا، غدانسك، بولندا                                    | فاز بلقب دبليو بي أو لوزن الكروزر |
| 9  | فاز     | 9–0   | بيدرو رودريجيز    | ضربة فنية قاضية | 7 (12)، 1:57  | 12 ديسمبر 2015 | قصر الرياضة، كييف، أوكرانيا                                   | احتفظ بلقب دبليو بي أو بين القارات لوزن الكروزر |
| 8  | فاز     | 8–0   | جوني مولر         | ضربة فنية قاضية | 3 (12)، 2:59  | 29 أغسطس 2015  | قصر الرياضة، كييف، أوكرانيا                                   | احتفظ بلقب دبليو بي أو بين القارات لوزن الكروزر |
| 7  | فاز     | 7–0   | أندريه كنيازيف    | ضربة فنية قاضية | 8 (10)، 2:24  | 18 أبريل 2015  | قصر الرياضة، كييف، أوكرانيا                                   | احتفظ بلقب دبليو بي أو بين القارات لوزن الكروزر |
| 6  | فاز     | 6–0   | داني فينتر        | ضربة فنية قاضية | 9 (10)، 2:29  | 13 ديسمبر 2014 | قصر الرياضة، كييف، أوكرانيا                                   | احتفظ بلقب دبليو بي أو بين القارات لوزن الكروزر |
| 5  | فاز     | 5–0   | دانييل بروير      | ضربة فنية قاضية | 7 (10)، 2:55  | 4 أكتوبر 2014  | أرينا لفيف، لفيف، أوكرانيا                                    | فاز بلقب دبليو بي أو المؤقت بين القارات لوزن الكروزر |
| 4  | فاز     | 4–0   | سيزار ديفيد كرينز | ضربة قاضية      | 4 (8)، 2:19   | 31 مايو 2014   | قصر الرياضة، أوديسا، أوكرانيا                                 | |
| 3  | فاز     | 3–0   | بن نصافوح         | ضربة قاضية      | 3 (8)، 1:43   | 26 أبريل 2014  | رودولف ويبر أرينا، أوبرهاوزن، ألمانيا                         | |
| 2  | فاز     | 2–0   | إبيفانيو ميندوزا  | ضربة فنية قاضية | 4 (6)، 2:10   | 7 ديسمبر 2013  | محطة تيك للحلبة الجليدية، بروفاري، أوكرانيا                   | |
| 1  | فاز     | 1–0   | فيليبي روميرو     | ضربة فنية قاضية | 5 (6)، 1:36   | 9 نوفمبر 2013  | قصر الرياضة، كييف، أوكرانيا                                   | |

## عدد المشاهدين

### نزالات الدفع مقابل المشاهدة
| #               | ضد              | النزال                           | البلد           | الشبك                      | المبلغ    | المرجع               |
| --------------- | --------------- | -------------------------------- | --------------- | -------------------------- | --------- | -------------------- |
| 1               | 10 نوفمبر 2018  | أولكسندر ضد أوسيك توني بيلو      | المملكة المتحدة | سكاي بوكس أوفيس            | 819،000   | [ 9 ]                |
| 2               | 31 أكتوبر 2020  | أولكسندر أوسيك ضد ديريك تشيسورا  | المملكة المتحدة | سكاي بوكس أوفيس            | 1،059،000 | [ 10 ] [ 11 ] [ 12 ] |
| 2               | 31 أكتوبر 2020  | أولكسندر أوسيك ضد ديريك تشيسورا  | أوكرانيا        | ميغوغو.نت                  | 100،000   | [ 13 ]               |
| 3               | 25 سبتمبر 2021  | أنتوني جوشوا ضد أولكسندر أوسيك   | المملكة المتحدة | سكاي بوكس أوفيس            | 1،232،000 | [ 14 ] [ 15 ]        |
| 4               | 22 أغسطس 2022   | أولكسندر أوسيك ضد أنتوني جوشوا 2 | المملكة المتحدة | سكاي بوكس أوفيس            | 1،249،000 | [ 16 ]               |
| 5               | 26 أغسطس 2023   | أولكسندر أوسيك ضد دانييل دوبوا   | المملكة المتحدة | تي إن تي سبورتس بوكس أوفيس |           |                      |
| 6               | 18 مايو 2024    | تايسون فيوري ضد أوليكساندر أوسيك | حول العالم      | متعدد                      | 1،500،000 | [ 21 ]               |
| إجمالي المبيعات | إجمالي المبيعات | إجمالي المبيعات                  | إجمالي المبيعات |                            | 5،959،000 |                      |

1. ↑  دازون الدفع مقابل المشاهدة، بي بي في.كوم، إي إس بي إن+ الدفع مقابل المشاهدة، سكاي بوكس أوفيس، تي إن تي سبورتس بوكس أوفيس[17][18][19][20]

### دولي
| التاريخ              | النزال                           | البلد                | الشبكة               | المشاهدون | المرجع |
| -------------------- | -------------------------------- | -------------------- | -------------------- | --------- | ------ |
| 20 أغسطس 2022        | أولكسندر أوسيك ضد أنتوني جوشوا 2 | أوكرانيا             | ميغوغو.نت            | 1،500،000 | [ 22 ] |
| إجمالي عدد المشاهدين | إجمالي عدد المشاهدين             | إجمالي عدد المشاهدين | إجمالي عدد المشاهدين | 1،500،000 |        |

## فيلموغرافيا
| علامة الخنجرية | يشير إلى الأفلام التي لم يتم إصدارها بعد |

| العام | العنوان          | الدور           | الملاحظات | م      |
| ----- | ---------------- | --------------- | --------- | ------ |
| 2016  | قواعد القتال     | ملاكم محترف     |           |        |
| 2018  | الأميرة المسروقة | عصابات ترويشينا |           | [ 23 ] |
| 2025  | آلة التحطيم      | إيغور فوفشانشين |           | [ 24 ] |

| العام | العنوان   | الدور | م      |
| ----- | --------- | ----- | ------ |
| 2024  | بلا منازع | نفسه  | [ 25 ] |

## الملاحظات
1. ↑  فترة الأحزمة الأربعة: ألقاب رابطة الملاكمة العالمية (نسخة السوبر)، المجلس العالمي للملاكمة، الاتحاد الدولي للملاكمة، والاتحاد الدولي للملاكمة.

## وصلات خارجية
- أولكسندر أوسيك على موقع بوكس ريك (الإنجليزية) (registration required)
- أولكسندر أوسيك على موقع اللجنة الأولمبية الدولية (الإنجليزية)
- أولكسندر أوسيك على موقع أوليمبيديا (الإنجليزية)
- أولكسندر أوسيك على موقع IMDb (الإنجليزية)